# Killingworth
Killingworth, anteriormente municipio de Killingworth, es una ciudad al norte de Newcastle Upon Tyne, en North Tyneside, Inglaterra. Construida como una ciudad planificada en la década de 1960, se localiza junto a Killingworth Village, que existió durante siglos antes. Otras ciudades y pueblos cercanos incluyen a Forest Hall, West Moor y Backworth. 
La mayoría de los residentes de Killingworth viajan a Newcastle, o sus alrededores. Sin embargo, Killingworth desarrolló un importante centro comercial, con enlaces de autobús al resto de Tyne y Wear. Killingworth es servido por la Estación de Metro de Palmersville. 
La ciudad de Killingworth, en Australia, lleva el nombre de la localidad británica debido a sus extensas minas de carbón. Se encuentra al oeste de Newcastle, Nueva Gales del Sur, llamada así por la misma razón. 

## Cultura

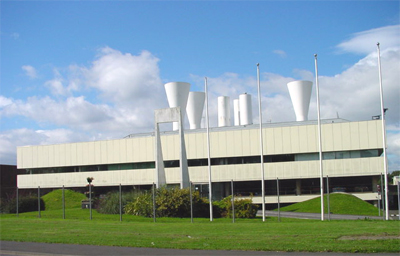
Antiguo edificio de British Gas

En Killingworth se grabó la comedia de situación de la BBC de 1973 "Whatever Happened to the Likely Lads?" (¿Qué pasó con los probables muchachos?). Así, la vivienda de Bob y Thelma Ferris era una casa de la calle Agincourt, en la finca Highfields.
En un episodio de la serie de arquitectura Grundy's Wonders on Tyne Tees, John Grundy consideró que el antiguo Centro Británico de Investigación de Gas de Killingworth era el mejor edificio industrial del noreste. 
El episodio de Doctor Who titulado "The Mark of the Rani", presentaba a Killingworth en el siglo XIX, con el Sexto Doctor en busca de George Stephenson, después de que el archienemigo del Doctor, "The Master", intentara impedir la Revolución Industrial. Sin embargo, la filmación del episodio tuvo lugar en la aldea minera del siglo XIX en el Museo al aire libre Blists Hill, en Ironbridge.

## Historia

### Edad Media
Según Morrison, no hay evidencias registradas de actividad humana temprana en Killingworth. Afirma que esto puede deberse en parte a la falta de trabajos arqueológicos de campo en el área. La minería y la consiguiente alteración del paisaje alteraron la estratigrafía y dañaron o destruyeron la localización de posibles artefactos antiguos. 
La evidencia documental de Killingworth comienza en 1242, cuando se registra como parte de la tierra en manos de Roger de Merlay III. Hubo nueve contribuyentes registrados en 1296, cayendo a ocho en 1312. En una encuesta del municipio con fecha de 1373, se enumeraban dieciséis viviendas (tenencias de tierras).

### División
Otras parcelas cercadas se mantuvieron como tierras comunales, formando Killingworth Moor con una superficie de 730 ha. Los plebeyos eran dueños de tierras en Killingworth y Longbenton. Antes de cercarse, se celebraban en el páramo las carreras de caballos de Newcastle, desde principios del siglo XVII. Finalmente se trasladaron a Newcastle Town Moor.

### Siglo XIX
El censo de 1841 registró una población de 112 personas, distribuidas en 14 viviendas. El pueblo constaba de dos hileras de cabañas a ambos lados del camino. A mediados del siglo XIX apareció una terraza, posiblemente conectada con las minas en desarrollo en Killingworth y sus alrededores. Al norte persistieron las granjas. Este patrón de desarrollo con edificios de piedra de los siglos XVIII y XIX es identificable hoy en día, aunque con añadidos recientes.

### Nuevo pueblo
La construcción de Killingworth, una nueva ciudad, comenzó en 1963. Destinada para alojar 20.000 personas, fue una antigua comunidad minera, formada en 3,1 km² de tierras abandonadas cerca de Killingworth Village. La construcción del municipio de Killingworth fue emprendida por el Consejo del Condado de Northumberland y no fue formalmente una "Ciudad Nueva" patrocinada por el Gobierno. 

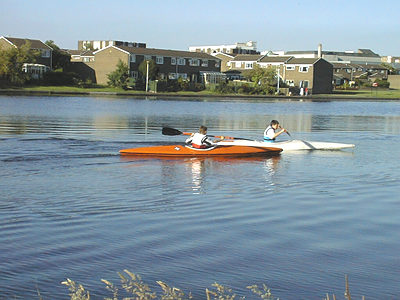
Lago de navegación de Killingworth (2006)

A diferencia de esa ciudad, los planificadores de Killingworth adoptaron un enfoque radical para el diseño del centro de la ciudad, lo que resultó en edificios relativamente altos en un estilo vanguardista y brutalista que ganó premios por su arquitectura, industria dinámica y entorno atractivo. 
Este nuevo centro consistía en casas de hormigón prefabricadas, con millones de pequeñas conchas de crustáceos inusualmente incrustadas en sus paredes externas, bloques de 5 a 10 pisos, oficinas, unidades industriales y edificios de servicios, que a menudo incluían instalaciones artísticas no funcionales, tiendas y aparcamientos residenciales de varias plantas, interconectados por rampas y pasarelas. Estos elementos formaban un sistema de acceso a tiendas y otras instalaciones, utilizando el método de construcción Skarne sueco.
Originalmente llamado Killingworth Township, la última parte del nombre se abandonó rápidamente por falta de uso coloquial. Killingworth se conoce como 'Killy' por muchos residentes de la ciudad y sus alrededores. 
Alrededor de 1964, durante la recuperación de los terrenos abandonados de la minería del carbón, se creó el lago al sur del centro de la ciudad, con una superficie de 61.000 m². Se nivelaron montones de escombros, siendo sembrados y plantados con árboles semi-maduros. En la actualidad, cisnes, patos y la vida silvestre local viven alrededor de los dos lagos, que se extienden por la carretera principal hacia Killingworth. El lago se mantiene bien abastecido de peces y un club de pesca y un club de navegación modelo lo usan regularmente. 

## Mina de carbón de Killingworth

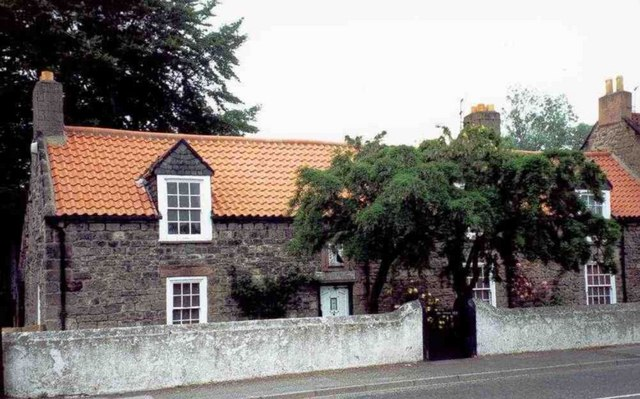
Dial Cottage

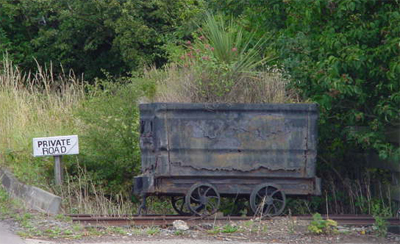
Vagoneta de carbón, Killingworth

En Killingworth se localizó una serie de pozos mineros, incluido la mundialmente famosa Killingworth Colliery. En 1814, George Stephenson, maquinista de la mina, construyó su primera locomotora, la Blücher, con la ayuda y el aliento de su gerente, Nicholas Wood, en el taller de la mina "Dial Cottage" en Lime Road. Esta locomotora podría transportar 30 toneladas de carbón cuesta arriba a 4 mph (6,4 km/h). Fue utilizada para remolcar vagonetas de carbón a lo largo de la vía tendida desde Killingworth hasta los depósitos de carbón de Wallsend. Aunque la Blücher no duró mucho tiempo, proporcionó a Stephenson el conocimiento y la experiencia para construir mejores locomotoras, tanto para su uso en Killingworth como en otros lugares. Posteriormente construiría la famosa locomotora Rocket en sus talleres de Newcastle.
Al mismo tiempo, Stephenson estaba desarrollando su propia versión de la lámpara de seguridad minera, que demostró bajo tierra en el pozo de Killingworth un mes antes de que Sir Humphry Davy presentara su diseño a la Royal Society en Londres en 1815. Conocida como la lámpara Geordie, sería ampliamente utilizada en el noreste de Inglaterra en lugar de la lámpara Davy.
El ancho de vía del ferrocarril de Killingworth era de 4' 8" (1422 mm).

## Edificios residenciales

### The Garth Estates
Killingworth originalmente consistía en viviendas públicas. Las primeras casas en Angus Close, propiedad de la administración local, fueron construidas para albergar a trabajadores clave para el Centro Británico de Investigación del Gas. El resto de las propiedades de Killingworth eran callejones sin salida, llamados "Garths", todos numerados, aunque Garths 1-3 nunca existió. La numeración fue: 4, 6, 7, 9, 11, 12, 13, etc. En la década de 1990, los Garth ubicados en West Bailey cambiaron sus nombres a nombres de calles con propiedades que adoptaron patrones como árboles (Laburnum Court, Willow Gardens), pájaros (Dove Close, Chaffinch Way), o piedras (Crumstone Court, Longstone, Megstone). 
Las casas en la mayoría de los Garths en West Bailey (oeste de Killingworth) fueron construidas de hormigón y tenían techos planos, pero alrededor de 1995 la Asociación Local de Vivienda modernizó estas casas al agregar techos inclinados. Se renovaron las cercas, se construyeron nuevos cobertizos de ladrillos y se reubicaron carreteras y caminos. 
El Garth numerado más bajo restante es Garth Four en West Bailey y el más alto es Garth Treinta y Tres en East Bailey, también conocido como Hadrian court. La urbanización conocida formalmente como Garth 21 se construyó como una urbanización privada con viviendas unifamiliares adosadas de 3 y 4 dormitorios. 
Los inquilinos compraron muchas Viviendas de la Autoridad Local, algunas de las cuales aún residen en las casas que se construyeron en la década de 1960. 

### Fincas privadas
A principios de la década de 1970, comenzó la construcción de dos nuevas fincas privadas. Una al norte de East Bailey, construida por Fisher, se llama Longmeadows, con calles que llevan el nombre de las Islas Farne (Knivestone, Goldstone, Crumstone, etc.), y el otro, en el lado norte de West Bailey. Esta propiedad, llamada Highfields, fue construida por Greensit & Barrett con sus calles que llevan el nombre de batallas notables: Flodden, Agincourt, Stamford, Culloden y Sedgemoor.

## Las Torres

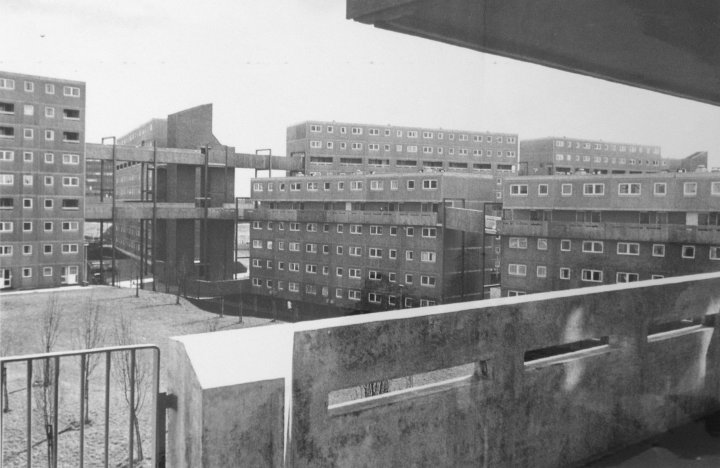
Las torres en la década de 1970
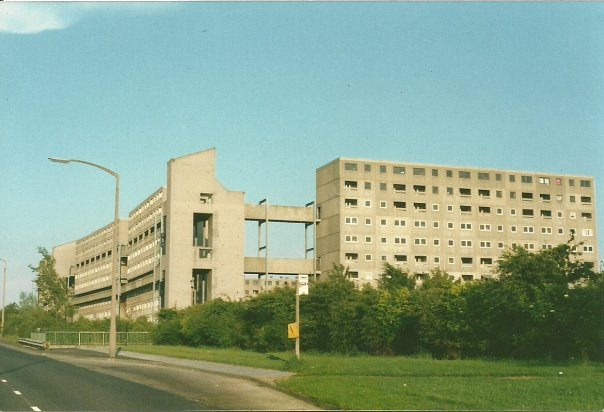
The Towers justo antes de la demolición en 1987
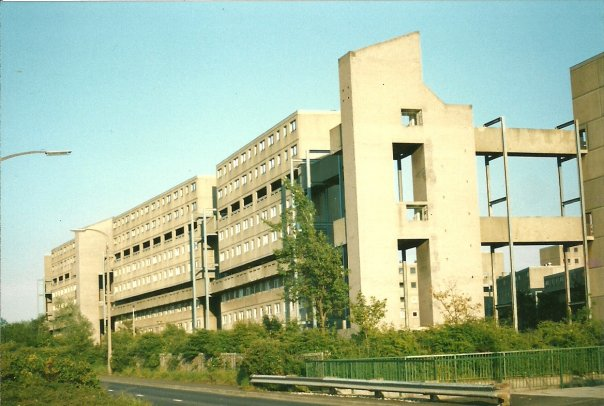
Otra imagen de 1987

El aspecto más llamativo y radical del municipio fue la urbanización de 3 niveles, llamada Killingworth Towers, un conjunto de bloques de apartamentos construidos a principios de la década de 1970. Arrendados por la autoridad local, estaban construidos con bloques de hormigón gris oscuro y fueron nombrados Bamburgh, Kielder y Ford Tower, etc., en honor a los castillos. Consistían en una combinación de casas de 1, 2 y 3 plantas, edificadas una encima de la otra, que se elevaban a 10 plantas en algunas torres, con espectaculares vistas. 
La finca fue diseñada originalmente para imitar un castillo medieval, con un muro exterior y una torre interior conectada a ascensores y toboganes de basura por rampas y una pasarela de dos niveles (véanse las imágenes en la galería). Este diseño se puede ver en los mapas de las Torres impresas en las cubiertas de desagüe de hierro fundido dentro de la finca. Todas las pasarelas conducían a una pasarela elevada de ¼ de milla de largo que atravesaba el centro comercial Killingworth Citadel. Esta configuración comunitaria era experimental y algo típica de la época. 

### Declive
El concepto era crear una interacción comunitaria, con grandes parques en los prados situados alrededor de las torres y clubes sociales para adultos. El diseño no estuvo a la altura de las expectativas y la finca comenzó a verse y sentirse como una prisión en lugar de un castillo, con la introducción de medidas para detener el comportamiento antisocial de los jóvenes que se congregan dentro de la torre en lugar de en los parques. 
Se reforzaron los cerramientos para evitar que los amantes del riesgo se deslizaran por las 100 vigas elevadas que sostienen los pasillos. Se levantaron verjas para detener el tránsito de jóvenes que compiten con bicicletas y patinetes. Los perros ensuciaban las pasarelas, se bloqueaban los vertederos de basura, y los vándalos dañaban los contenedores comunitarios. Huecos de escaleras, ascensores y aparcamientos residenciales de varios pisos se unieron a la lista de problemas. Las Torres nunca fueron muy populares y fueron demolidas en 1987.
El último resto que quedaba, el camino a las tiendas, finalmente fue demolido, ya que no servía de nada después de la desaparición de las Torres, pero permaneció durante 10 años hasta que se encontraron fondos para eliminarla. 
El terreno ahora está ocupado por dos nuevas propiedades de viviendas de propiedad privada construidas por Cussins Homes y Barratt Homes.

## Centro de la ciudad
El centro original de la ciudad fue construido en la década de 1960. El boxeador Henry Cooper declaró abierto el centro comercial desde los escalones del pub Puffing Billy. El centro incluía una gran tienda por departamentos, Woolco, que vendía víveres y repuestos de automóviles e incluso incorporó una estación de servicio con venta de neumáticos.

### Historia del comercio

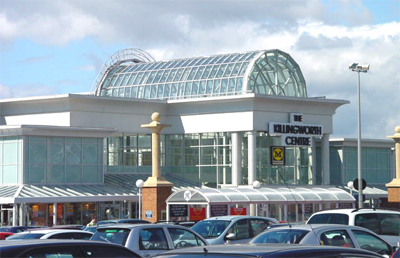
El Centro Killingworth (2006)

Las dos primeras tiendas en Killingworth en la década de 1960 fueron Moore's y una pequeña confitería, situada entre Garth Six y Angus Close y adyacente al pub West House, pero estas tiendas fueron demolidas en la década de 1970. 

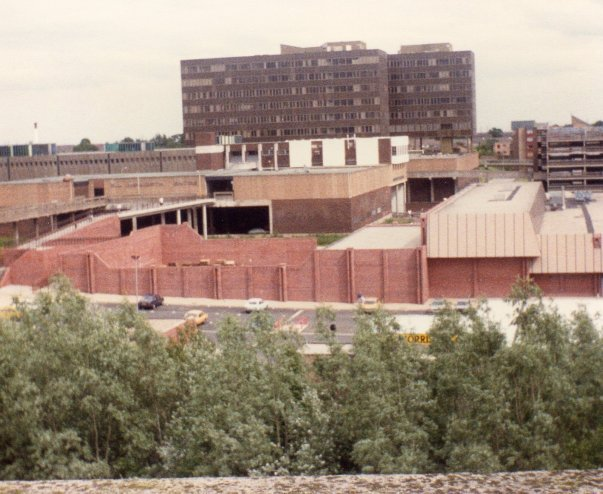
El Centro Killingworth con Amberly House en el fondo (primavera/verano de 1987)

El centro comercial incluía carnicerías Dewhurst, panadería Greggs y quioscos, pero fue demolido en la década de 1980. El Puffing Billy Pub fue construido en un puente sobre la carretera. 
En las décadas de 1980 y 1990, el complejo comercial Morrisons (que contenía el supermercado Morrisons) se convirtió en el centro comercial, mientras que el antiguo sitio de Woolco permaneció como un solar durante más de una década. A principios de la década de 2000, se construyó el Centro Killingworth, un moderno centro comercial. Morrisons se mudó a una nueva tienda especialmente diseñada. Las instalaciones desocupadas por Morrisons fueron ocupadas por Matalan. 
En 2010, se construyeron un nuevo KFC y una pub ('The Shire Horse') junto a McDonald's en el Centro Killingworth. 

### Centro White Swan

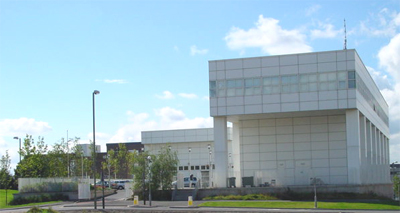
White Swan Center (2006)

El cisne blanco era un gran edificio blanco situado en el centro de la ciudad. Originalmente era propiedad de Merz &amp; McLellan y se construyó en la década de 1960. Contiene 100 000 pies cuadrados (10 000 m²) de espacio de oficinas y aloja a 600 profesionales y trabajadores de oficina. Fue construido por el Consejo del Condado de Northumberland, y el edificio se alzaba sobre Killingworth. 
Con el paso de los años, el espacio de oficinas quedó vacante y, como el antiguo sitio de Woolco, quedó en desuso durante la década de 1990. El edificio fue reducido en altura, remodelado, reabierto y renombrado White Swan Center. El nombre White Swan fue elegido entre las sugerencias proporcionadas por los niños de la escuela local, y hace referencia a los cisnes del lago local. El White Swan Center fue construido para albergar los servicios locales que antes se proporcionaban en edificios demolidos que se habían adjuntado al recinto comercial de alto nivel. Por ejemplo, un dispensario y biblioteca médicos y un pequeño gimnasio se ubicaron en el White Swan, ya que la piscina y el centro deportivo también fueron demolidos. La nueva piscina y centro deportivo de Lakeside se construyeron junto al lago, al lado de la Escuela Secundaria George Stephenson.

## Transporte

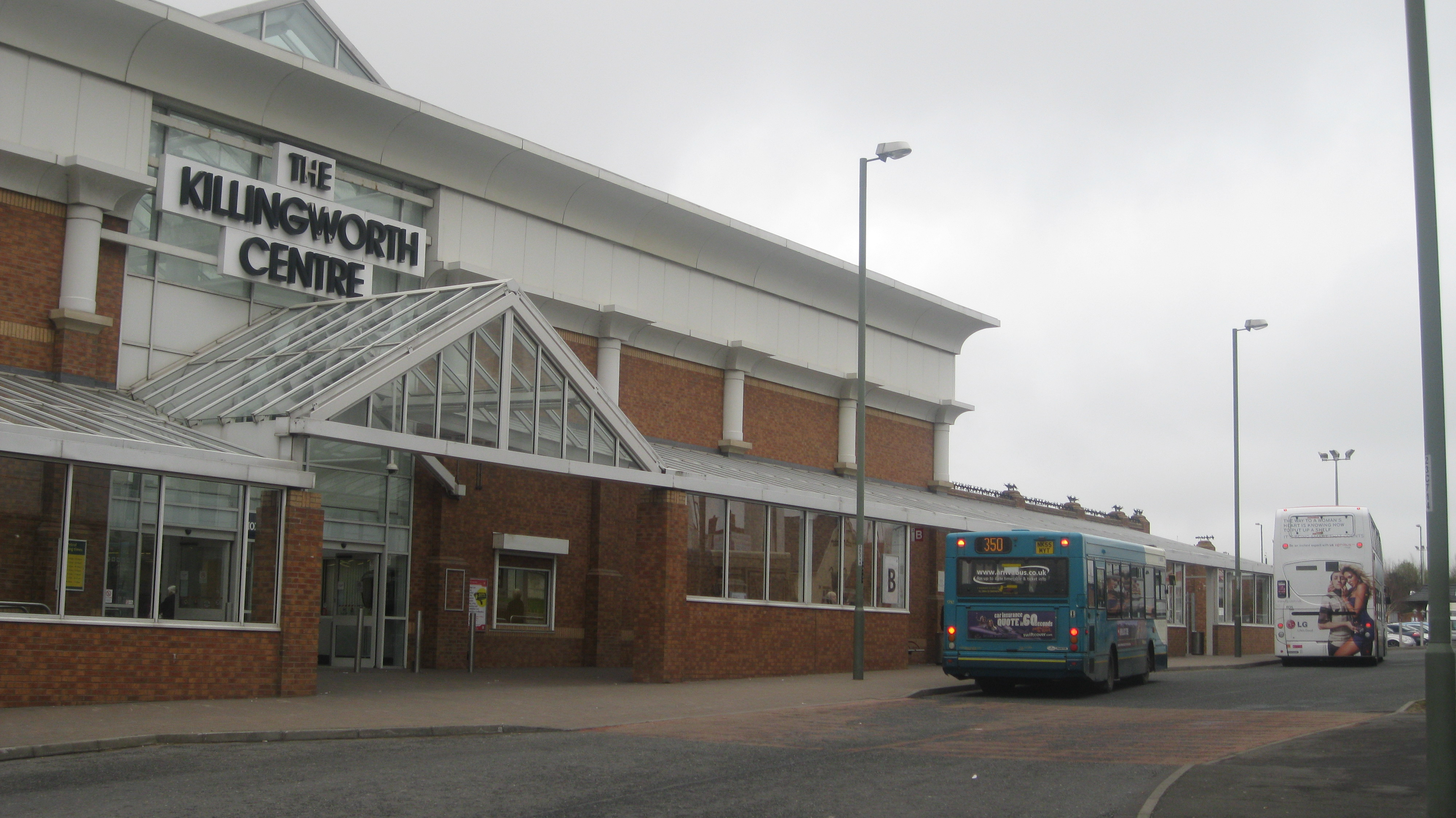
Estación de autobuses Killingworth / Centro Killingworth (2011)

El Centro Killingworth incorpora la Estación de Autobuses de Killingworth, que es atendido por las compañías Stagecoach North East, Arriva North East y Go North East. 

## Escuelas
Las escuelas primarias de Killingworth son Bailey Green, Moor Edge y Amberley y George Stephenson High School. En los últimos años, Killingworth pasó de un sistema educativo de tres niveles formado por escuelas primarias, medias y de bachillerato, a un sistema de dos niveles. 